# 甘之战
甘之戰發生於公元前21世紀中國夏朝初期，夏王啟为巩固统治，在甘（今陕西省西安市鄠邑区）击灭西方諸侯有扈氏，使家天下制度确立的一场战争。
公元前21世纪，“天下共主”禹死后，禹之子启打破自尧舜以来的部落联盟首领禅让制，杀死原继承人伯益夺取王位，在钧台（今河南省禹州市）召开首领大会。西方的有扈氏对启的夺权不服，起兵反抗。启伐之，大战於甘。启在战前作《甘誓》声称有扈氏犯了“威侮五行，怠弃三正”大逆不道的罪行，又曰；“用命，赏于祖，弗有命，戮于社”。戰鬥結果為有扈氏被擊敗，夏軍直打到扈地，有扈氏惨败，死伤无数，倖存的有扈氏沦为奴隶。此役讓啟的天子之位更加確立。當時亦為夏朝之高峰。

## 外部連結
- 中國歷史整理